# 杨景烈
杨景烈，陕西华州（今渭南市华州区）人，是一名清朝政治人物。
杨景烈曾于1819年接替李本瑶任金山县知县一职，1820年由葛若焕接任。